# Don Schollander
Donald (« Don ») Arthur Schollander, né le 30 avril 1946 à Charlotte en Caroline du Nord, est un ancien nageur américain spécialiste du crawl. Il a remporté cinq titres de champion olympique dont quatre en 1964 à Tokyo.

## Biographie
Grandissant à Lake Oswego, il apprend à nager au club de Newton A Perry alors qu'il a 8 ans. Plus tard, il rejoint la Californie pour s'entraîner sérieusement auprès de Georges Haines. Il y remporte ses premières courses aux championnats universitaires AAU en améliorant le record du monde du 200 m nage libre. Le 27 juillet 1963, le nageur américain devient ainsi le premier nageur à descendre sous les 2 minutes sur 200 m nage libre (1 min 58 s 8). Il améliore à neuf autres reprises ce temps pour le porter à 1 min 54 s 3 en 1968. Sélectionné dans l'équipe olympique américaine en 1964 à Tokyo, il remporte quatre médailles d'or dont deux en individuel mais pas sur 200 m nage libre, épreuve ne figurant pas au programme olympique. Il devient ainsi le premier nageur quadruple champion olympique lors de mêmes Jeux olympiques et le premier sportif américain à réaliser ce quadruplé aux Jeux olympiques depuis Jesse Owens en 1936. Après avoir gagné le 100 m nage libre qui n'est pourtant pas sa distance de prédilection, il remporte le 400 m nage libre, épreuve où il bat son propre record du monde. Son parcours olympique lui permet d'être récompensé par la James E. Sullivan Award distinguant le meilleur sportif amateur de l'année aux États-Unis.
Diplômé de l'Université Yale, il faisait partie de la célèbre société du Skull and Bones et de la fraternité Delta Kappa Epsilon avec le futur président George W. Bush. Membre de l'équipe de natation de l'université, il remporte trois titres NCAA en 1968. La même année, il participe pour la seconde fois de sa carrière aux Jeux olympiques organisés à Mexico. Moins dominateur qu'auparavant, il doit se contenter d'une médaille d'argent en individuel sur le 200 m nage libre. Il se console cependant avec le titre olympique obtenu avec le relais américain 4 × 200 m nage libre. Il se retire de la natation après la compétition.
En 1983, il est l'un des premiers sportifs américains à intégrer l'U.S. Olympic Hall of Fame alors qu'il avait été nommé à l'International Swimming Hall of Fame en 1965.

## Palmarès

### Jeux olympiques
- Jeux olympiques de 1964 à Tokyo (Japon) :
  -  Médaille d'or sur le 100 m nage libre (53 s 4).
  -  Médaille d'or sur le 400 m nage libre (4 min 12 s 2 Record du monde).
  -  Médaille d'or avec le relais 4 × 100 m nage libre (3 min 33 s 2).
  -  Médaille d'or avec le relais 4 × 200 m nage libre (7 min 51 s 2).

- Jeux olympiques de 1968 à Mexico (Mexique) :
  -  Médaille d'or avec le relais 4 × 200 m nage libre (7 min 52 s 3).
  -  Médaille d'argent sur le 200 m nage libre (1 min 55 s 8).

## Records
- 11 records du monde sur 200 m nage libre en grand bassin :
  - 1er - 1 min 58 s 8 le 27 juillet 1963 à Los Angeles (premier nageur sous les 2 min 00 s 00).
  - 10e - 1 min 54 s 3 le 30 août 1968 à Long Beach.

- 3 records du monde sur 400 m nage libre en grand bassin :
  - 4 min 12 s 7 le 31 juillet 1964 à Los Altos.
  - 4 min 12 s 2 le 15 octobre 1964 à Tokyo.
  - 4 min 11 s 6 le 18 août 1966 à Lincoln.